# Sebastián Cuattrin
Sebastián Ariel Cuattrin (Rosario, 6 de septiembre de 1973) es un deportista brasileño que compitió en piragüismo en la modalidad de aguas tranquilas. Ganó once medallas en los Juegos Panamericanos entre los años 1995 y 2007.

## Palmarés internacional
| Juegos Panamericanos | Juegos Panamericanos            | Juegos Panamericanos | Juegos Panamericanos |
| Año                  | Lugar                           | Medalla              | Competición          |
| -------------------- | ------------------------------- | -------------------- | -------------------- |
| 1995                 | Mar del Plata (Argentina)       | Medalla de bronce    | K1 1000 m            |
| 1995                 | Mar del Plata (Argentina)       | Medalla de bronce    | K2 1000 m            |
| 1999                 | Winnipeg (Canadá)               | Medalla de plata     | K1 1000 m            |
| 1999                 | Winnipeg (Canadá)               | Medalla de plata     | K2 1000 m            |
| 1999                 | Winnipeg (Canadá)               | Medalla de bronce    | K2 500 m             |
| 1999                 | Winnipeg (Canadá)               | Medalla de bronce    | K4 1000 m            |
| 2003                 | Santo Domingo (Rep. Dominicana) | Medalla de plata     | K1 500 m             |
| 2003                 | Santo Domingo (Rep. Dominicana) | Medalla de plata     | K1 1000 m            |
| 2003                 | Santo Domingo (Rep. Dominicana) | Medalla de plata     | K4 1000 m            |
| 2007                 | Río de Janeiro (Brasil)         | Medalla de oro       | K4 1000 m            |
| 2007                 | Río de Janeiro (Brasil)         | Medalla de plata     | K1 1000 m            |